# Chutes Too Narrow
 (juillet 2017).
Si vous disposez d'ouvrages ou d'articles de référence ou si vous connaissez des sites web de qualité traitant du thème abordé ici, merci de compléter l'article en donnant les références utiles à sa vérifiabilité et en les liant à la section « Notes et références ».
Albums de The Shins
Oh, Inverted World
(2001) Wincing the Night Away
(2007)
Singles
1. So Says I
Sortie : 21 juillet 2003
2. Fighting in a Sack
Sortie : 14 décembre 2004

Chutes Too Narrow est le deuxième album du groupe de rock indépendant et indie pop américain The Shins. Il sort en 2003 sous le label Sub Pop, deux ans après leur précédent opus Oh, Inverted World.

## Présentation
Le titre de l'album est extrait des paroles de la chanson Young Pilgrims.
Chutes Too Narrow est accueilli très favorablement par la critique à sa sortie, obtenant un score global de 88/100 sur Metacritic.
Il détient, entre autres, la 46e place du classement Pitchfork des 200 meilleurs albums des années 2000.
Selon Nielsen Soundscan, il s'est vendu plus de 393 000 exemplaires de l'album à ce jour [réf. nécessaire].
En 2005, l'album est nommé pour un Grammy Award dans la catégorie Best Recording Package (en) pour sa pochette conçue par Jesse LeDoux.
Les chansons Gone for Good et Those to Come sont utilisées dans le film En bonne compagnie (2004). Those to Come est également utilisé dans le film Winter Passing (2005).

## Liste des titres
Toutes les chansons sont écrites et composées par James Mercer.
| 1.    | Kissing the Lipless     | 3:19 |
| 2.    | Mine’s Not a High Horse | 3:29 |
| 3.    | So Says I               | 2:49 |
| 4.    | Young Pilgrims          | 2:50 |
| 5.    | Saint Simon             | 4:25 |
| 6.    | Fighting in a Sack      | 2:28 |
| 7.    | Pink Bullets            | 3:52 |
| 8.    | Turn a Square           | 3:09 |
| 9.    | Gone for Good           | 3:12 |
| 10.   | Those to Come           | 4:34 |
| 34:06 |                         |      |

| Titre bonus - Édition Japon (P-Vine Records, 10 décembre 2003) | Titre bonus - Édition Japon (P-Vine Records, 10 décembre 2003) | Titre bonus - Édition Japon (P-Vine Records, 10 décembre 2003) | Titre bonus - Édition Japon (P-Vine Records, 10 décembre 2003) | Titre bonus - Édition Japon (P-Vine Records, 10 décembre 2003) | Titre bonus - Édition Japon (P-Vine Records, 10 décembre 2003) | Titre bonus - Édition Japon (P-Vine Records, 10 décembre 2003) | Titre bonus - Édition Japon (P-Vine Records, 10 décembre 2003) | Titre bonus - Édition Japon (P-Vine Records, 10 décembre 2003) | Titre bonus - Édition Japon (P-Vine Records, 10 décembre 2003) |
| No                                                             | Titre                                                          | Durée                                                          |                                                                |                                                                |                                                                |                                                                |                                                                |                                                                |                                                                |
| -------------------------------------------------------------- | -------------------------------------------------------------- | -------------------------------------------------------------- | -------------------------------------------------------------- | -------------------------------------------------------------- | -------------------------------------------------------------- | -------------------------------------------------------------- | -------------------------------------------------------------- | -------------------------------------------------------------- | -------------------------------------------------------------- |
| 11.                                                            | Mild Child                                                     | 4:28                                                           |                                                                |                                                                |                                                                |                                                                |                                                                |                                                                |                                                                |
| 38:34                                                          |                                                                |                                                                |                                                                |                                                                |                                                                |                                                                |                                                                |                                                                |                                                                |

## Crédits
| - James Mercer : chant, guitare, harmonica - Dave Hernandez : basse, guitare - Jesse Sandoval : batterie - Marty Crandall : claviers Musiciens additionnels - Annemarie Ruljancich : violon sur Saint Simon - Kevin Suggs : pedal steel guitar sur Gone for Good | - Production : Phil Ek, The Shins - Mixage : Phil Ek - Mastering : Emily Lazar - Design : Jesse LeDoux |